# Àngel Marsà i Beca
Àngel Marsà i Beca (Girona, 1900 - Barcelona, 1988) va ser un escriptor, crític i promotor d'art català. Després de formar-se a l'Escola de la Llotja de Barcelona com a pintor, va participar en la primera onada avantguardista catalana i promogué, amb Rafael Barradas, el moviment artístic del vibracionisme el 1920.

## Biografia
Àngel Marsà va néixer a Girona, però quan tenia quatre anys el seu pare, un ferroviari de Sants, va ser destinat a Portbou i, més endavant, a Barcelona. De ben jove va destacar en els ambients de la bohèmia llibertària i radical. Coneixedor de la truculència de l'ambient i l'irresistible potencial literari dels baixos fons i el «barri xino», va escriure novel·les de quiosc de cert èxit, com ara La voz de la sangre (1922) o El peso de la carroña (1926), i sobretot a Los bajos fondos de Barcelona (1923), una sèrie per entregues, firmada amb el pseudònim d'«Enrique Mistral», que és considerada una «autèntica guia de la mala vida». Tanmateix, el seu principal reconeixement literari va arribar amb La montaña iluminada (1930), un «catàleg espiritual» de l'Exposició Universal de Barcelona escrit amb Lluís Marsillach. En català, al llarg de 1924 publicaria El retorn, Don Juan barceloní: escenes de la vida de nit a Barcelona, La vida gris del senyor Gris i L'heroic senyor Miquel, dins La Novel·la d'Ara, a més de contes infantils: Els fills del capità Botabara, La princeseta o El Pic vermell.
Va fundar i dirigir la revista Parthenon, i va col·laborar en els diaris barcelonins El Progreso, Las Noticias, La Vanguardia, El Correo Catalán i en el madrileny El Imparcial. Amb l'escultor Claudi Mimó i Blasco va fundar el 1928 una efímera Associació de Pintors i Escultors de Barcelona. Durant la postguerra promogué els Cicles Experimentals d'Art Nou, que va organitzar entre 1949 i 1953, i va regentar galeries d'art, a les quals va incorporar les noves tendències.
El miler d'obres d'art de la seva col·lecció personal, que va donar el 1982 als ajuntament de Girona i Calonge, on el crític estiuejava des de 1975, formen el conjunt més important en nombre dels fons d'art municipals, entre les quals destaquen dibuixos d'Isidre Nonell, Enric Galwey, Josep Clarà i Ricard Opisso, pintures de Jaume Mercadé, Maurice Utrillo, Francisco Iturrino i Manuel Millares, cartells d'Antoni Tàpies, Pablo Picasso i Joan Miró, i sobretot una àmplia col·lecció de gravats de diverses èpoques, la part més substanciosa del fons, amb 394 exemplars, que abracen des d'una sèrie d'estampes del segle xix de Francesc Xavier Parcerisa, l'artífex de l'àlbum Recuerdos y bellezas de España, fins a una altra de vistes de la ciutat de Roma d'artistes italians i anglesos, i obres contemporànies d'Enric Ansesa, Eduardo Chillida, Modest Cuixart, Antoni Clavé, Marc Chagall, Salvador Dalí i Montserrat Gudiol.